# 斯內克倫 (印地安納州吉布森縣)
斯內克倫（英語：Snake Run）是位於美國印地安納州吉布森縣的一個非建制地區。該地的面積和人口皆未知。